# 柳町 (臺中市)

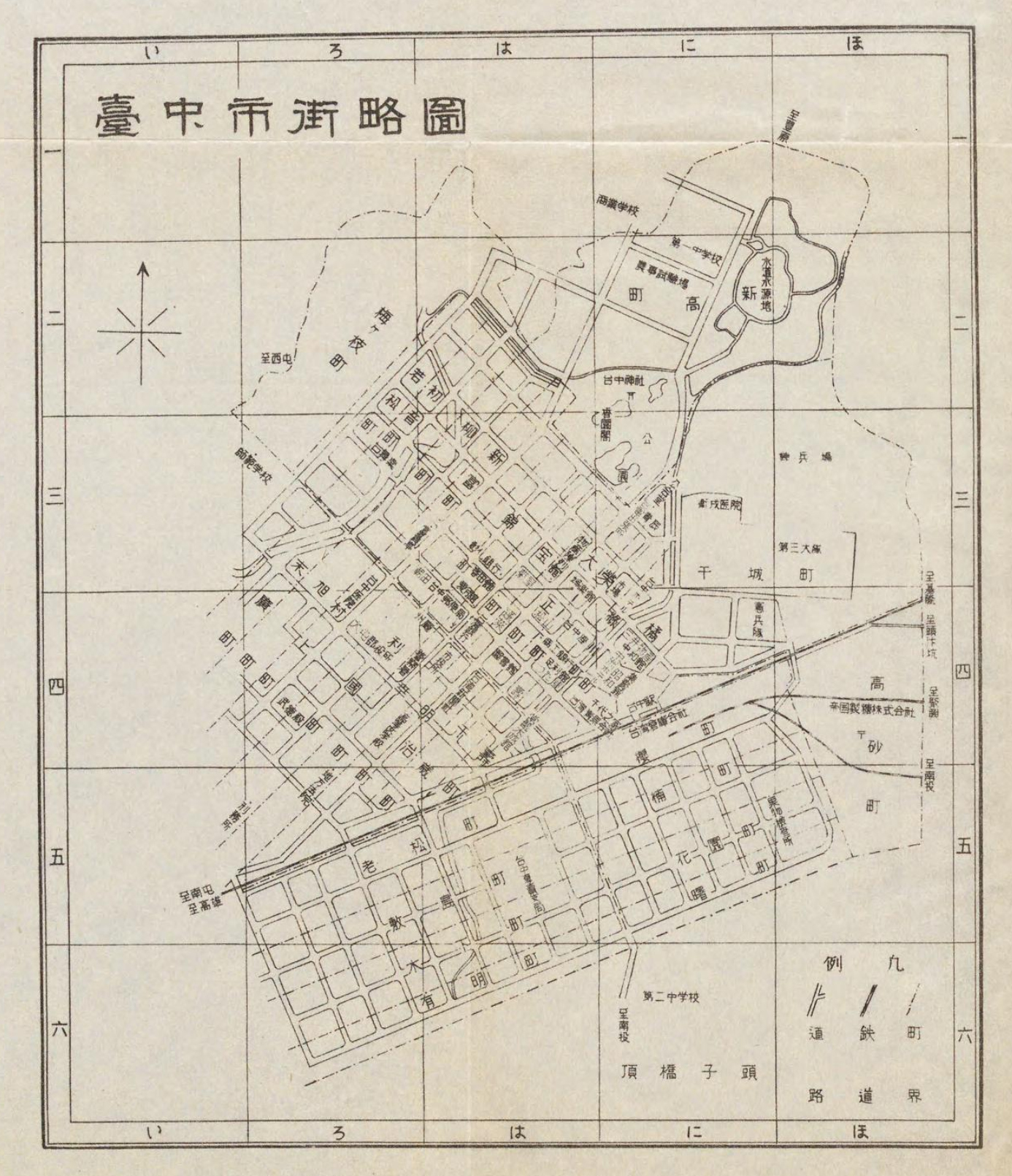
臺中市街略圖

柳町為台灣日治時期臺中州臺中市的町，分為七丁目；其最初在1916年公告為通稱町名，在1926年4月1日的町名改正公告中才正式設立，原臺中市大字的臺中改為31個町。町名來自柳町西側的柳川。

## 町內設施

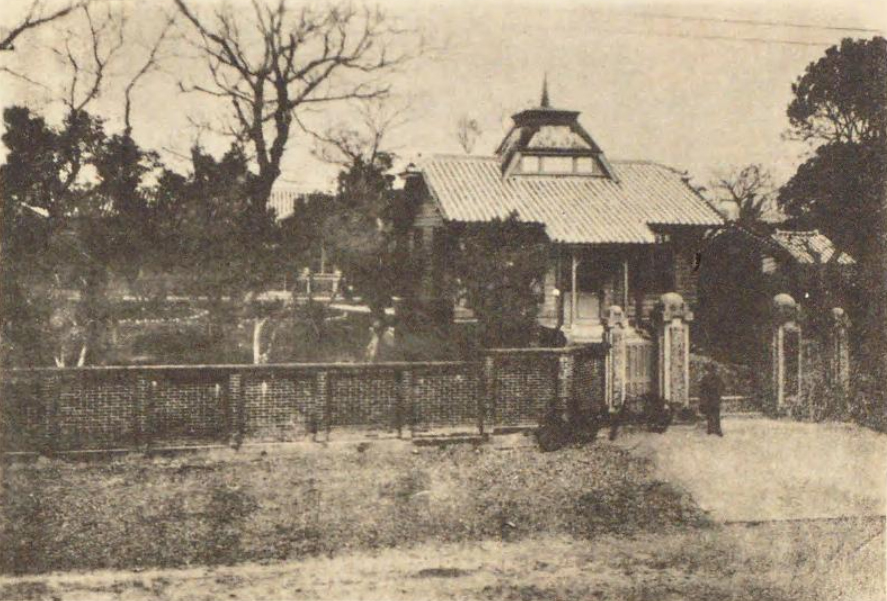
臺中城北醫院

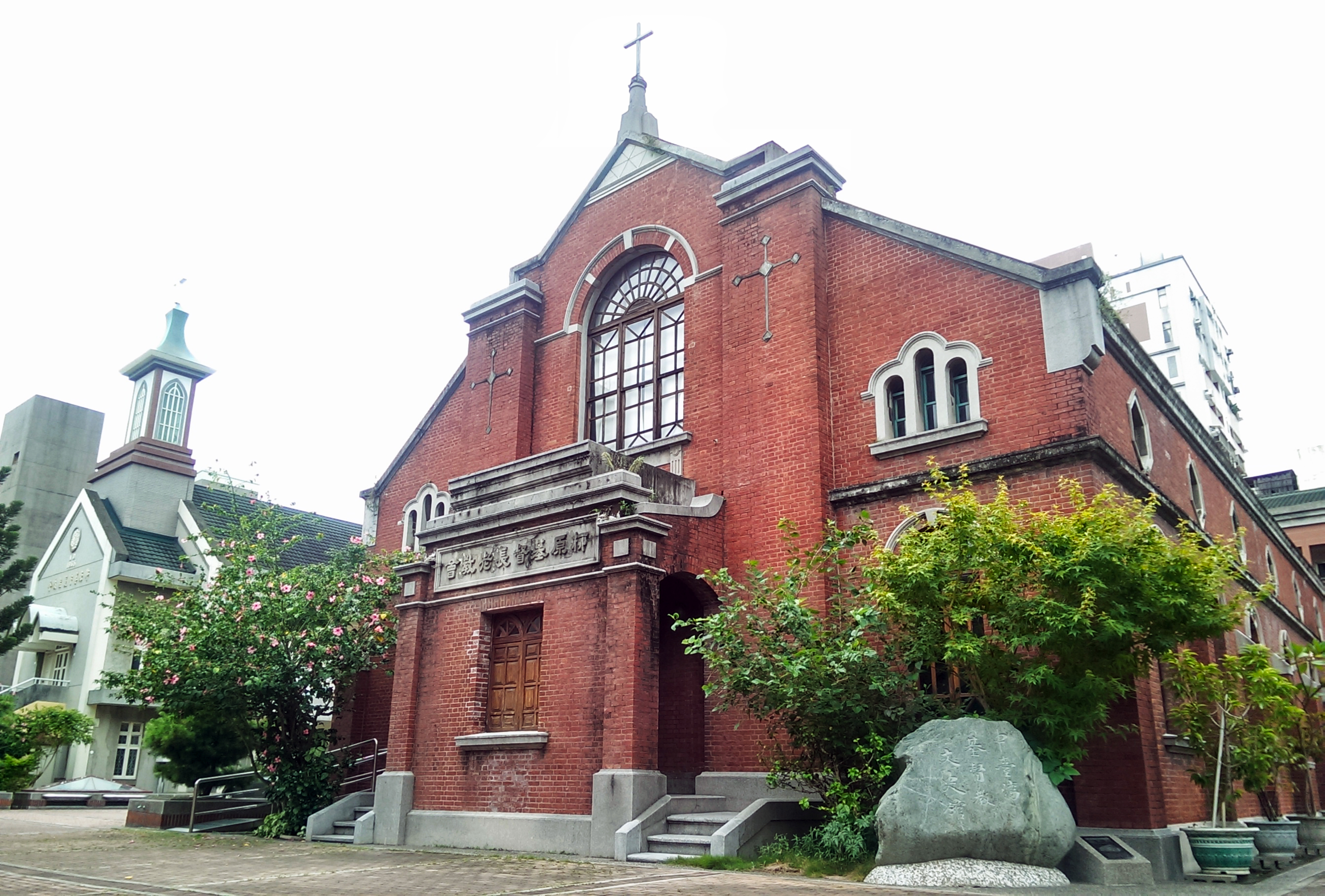
柳原教會

一丁目
- 臺中州青果同業組合

二丁目
三丁目
四丁目
五丁目
- 中尊寺

六丁目
- 城北醫院
- 淨土宗台中布教所

七丁目
- 柳原教會